# 薩爾托杜皮
薩爾托杜皮（西班牙語：Salto Dupí），是巴拿馬的城鎮，位於該國西北部，由恩戈貝-布格雷特區的米羅諾區負責管轄，面積27.5平方公里，海拔高度283米，2010年人口2,672，人口密度每平方公里97.2人。